# سوق الملابس المستعملة

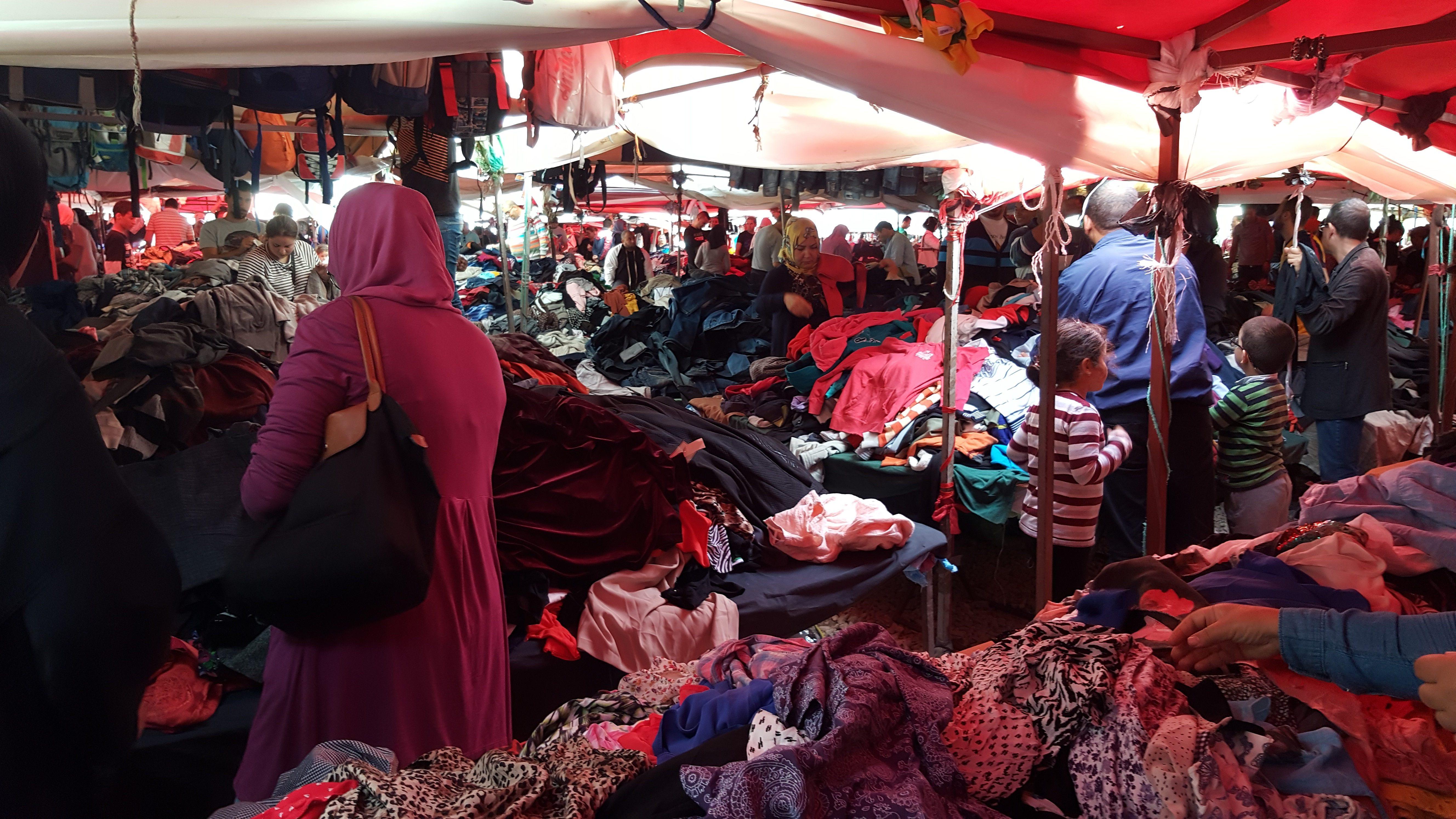
سوق ابن خلدون للملابس المستعملة بتونس العاصمة

سوق الملابس المستعملة يعرف أيضا بالفريب المشتقة من الكلمة الفرنسية fripe أو البالة لأن الملابس المستعملة عادة يتم إستيرادها من دول أوربية في شكل بالات أو حزم مضغوطة. يعرض الباعة بضائعهم في هذا السوق في شكل أكداس حسب الصنف ليسهل على الحريف إيجاد الملابس التي يود شرائها.